# Enfrentamientos en Cauca de 2012
La Situación militar en Cauca de 2012, se refiere a los enfrentamientos sucedidos entre 2011 y 2012, que involucraron a la fuerza pública y la guerrilla de las FARC-EP, en el Cauca (Colombia), que causaron bastante conmoción a nivel nacional.[cita requerida]

## Historia y antecedentes
Los combates comenzaron en el 2010, cuando los guerrilleros de las FARC-EP atacaron con fuego cruzado a policías. Posteriormente fue secuestrado el periodista Romeo Langlois en Florencia (Caquetá) este periodista francés fue tomado como prisionero de guerra.
En otro de los choques, la guerrilla atacó una estación de policía en el municipio de Toribío; días después el 11 de julio de 2012 un avión Super Tucano se reportó como desaparecido según las autoridades colombianas,  la guerrilla lo comunicó como accidentado, según unas fotos entregadas a la FAC (los dos tripulantes fueron asesinados); unas veinte horas antes de este hecho, un helicóptero, de la empresa Helifly, fue quemado y sus dos tripulantes secuestrados; Otros de los hechos fue la explosión de una moto bomba que quitó la vida a dos menores de edad.

### Visita delpresidenteSantos
El presidente de Colombia visitó el municipio de Toribío con sus 16 ministros
donde dijo en un comunicado que no retiraría ni a la policía, ni al ejército y tampoco a la fuerza aérea de sus puestos de combate; los indígenas continúan indignados porque no se han retirado.

### Desalojamiento de lastrincherasde la Policía
El pasado 10 de julio indígenas desalojaron las trincheras de la policía que se encontraban en Toribío.

## Hechos más relevantes

### El Super tucano
El pasado 11 de julio de 2012 ocurrió el único accidente aeronáutico en la historia de los aviones Super tucano en el Cauca dejando la aeronave y sus dos tripulantes desaparecidos del 11 de julio al 12 se hizo una búsqueda para encontrar la aeronave y a sus tripulantes, el 12 de julio a las 7:34a.m. (hora colombiana) se reportó que sus dos tripulantes estarían muertos y en poder de las FARC, continuaba la búsqueda de la aeronave hasta que a las 1:32p.m. (hora colombiana) fue hallada la aeronave y un cuerpo de uno de los tripulantes.

### Terrorismo mediático
Los indígenas manifiestan su inconformismo por el brutal despliegue mediático por parte de los medios de comunicación nacionales, ya que según los nativos, noticieros como RCN y Caracol tergiversan la verdad en sus contenidos, pues estos, dicen que las FARC-EP están detrás de las protestas, versión que apoyan las Fuerza Pública de Colombia.

### Asesinato de un indígena
El miércoles 18 de julio de 2012, las FFMM asesinaron a un indígena, puesto que según los implicados, el nativo representaba una amenaza para la integridad suya.

Situación que agravó la crisis, ya que enterados del asesinato, la comunidad indígena, enfurecida hizo justicia por sus propias manos, inmovilizando a los asesinos de los militares.
En su momento, uno de los militares implicados en el crimen, fue entrevistado por Noticias Caracol, dijo que el hecho fue un error militar. No obstante, en un comunicado oficial, las FFMM manifestaron que el indígena era un peligro para los uniformados; contradiciendo así lo dicho en un principio, por uno de los implicados.